# Popeye: Rush for Spinach
 (décembre 2019).
Si vous disposez d'ouvrages ou d'articles de référence ou si vous connaissez des sites web de qualité traitant du thème abordé ici, merci de compléter l'article en donnant les références utiles à sa vérifiabilité et en les liant à la section « Notes et références ».
Popeye: Rush for Spinach est un jeu vidéo de plates-formes et de course à pied sorti sur Game Boy Advance en 2006 développé par Magic Pockets et édité par Namco et Atari. Il exploite la licence Popeye.

## Système de jeu
Ce jeu est un jeu de course à pied qui se déroule dans différents environnements variés tels que la ville, le port, le désert ou encore l’espace. Le joueur peut incarner quatre personnages emblématiques de l’univers du comic : Popeye, Olive Oyl, Gontran et Brutus.
L’histoire commence quand la terrible Sorcière des mers vole toute la réserve mondiale d’épinards. Pour l’arrêter, nos héros doivent voyager à travers le temps et l’espace, et relever de nombreux défis pour récupérer les épinards et sauver le monde.

## Accueil
Ce jeu est noté 3/20 par Jeuxvideo.com.